# Divizia B 1936-1937
Divizia B 1936/37 a fost al treilea sezon din cea de-a doua cea mai mare ligă românească de fotbal. Din cauza unei creșteri a Diviziei A, opt echipe au promovat la finalul sezonului.

## Format
Divizia B s-a desfășurat în două serii, fiecare cu 13 echipe. Primele patru echipe din fiecare serie au fost promovate în Divizia A. Două puncte au fost acordate pentru o victorie, un punct pentru o egalitate și niciun punct pentru o înfrângere. În caz de egalitate la sfârșitul sezonului, meciurile directe au decis mai întâi.

## Schimbări de echipe
| Promovate Retrogradate din Divizia A | Retrogradate spre Divizia C - CA Cluj - Societatea Gimnastică Sibiu - Prahova Ploiești - Tricolor Baia Mare - CA Timișoara - Patria Diciosânmartin - CFR Oradea - Elpis Constanța - UD Reșița - CFR Cluj - Brașovia Brașov - Stadiul Bacăoan Bacău - Societatea Sportivă Sibiu Promovate la Divizia A |

## Localizarea echipelor
- Seria I - punct rosu, Seria II - punct albastru.

## Seria  Est
- Criterii de plasare: 1. Puncte - 2. Meciuri directe - 3. Coeficient de gol - 4. Goluri marcate

| (P) | Promovare la Divizia A 1937-38 |

| Loc | Clubul                   | MJ | V  | E | Î  | Gol.  | R    | Pct.  |
| --- | ------------------------ | -- | -- | - | -- | ----- | ---- | ----- |
| 1   | Sportul Studențesc (P)   | 24 | 16 | 4 | 4  | 60:26 | 2:31 | 36:12 |
| 2   | ACFR Brasov (P)          | 24 | 17 | 0 | 7  | 60:34 | 1.76 | 34:14 |
| 3   | DUIG Brăila1 (P)         | 24 | 13 | 8 | 3  | 46:24 | 1.92 | 34:14 |
| 4   | Dragoș Vodă Cernăuți (P) | 24 | 14 | 3 | 7  | 61:45 | 1.36 | 31:17 |
| 5   | Victoria Constanța       | 24 | 13 | 4 | 7  | 58:43 | 1.35 | 30:18 |
| 6   | Maccabi București        | 24 | 11 | 3 | 10 | 66:49 | 1.35 | 25:23 |
| 7   | Franco Româna Brăila     | 24 | 9  | 7 | 8  | 53:49 | 1.08 | 25:23 |
| 8   | IAR Brașov               | 24 | 8  | 5 | 11 | 65:53 | 1.23 | 21:27 |
| 9   | Tricolor Ploiești        | 24 | 6  | 7 | 11 | 48:58 | 0.83 | 19:29 |
| 10  | Dacia VA Galați          | 24 | 7  | 4 | 13 | 50:70 | 0.71 | 18:30 |
| 11  | Textila MV Iași          | 24 | 8  | 1 | 15 | 37:57 | 0.65 | 17:31 |
| 12  | Sporting Chișinău        | 24 | 4  | 4 | 16 | 33:69 | 0.48 | 12:36 |
| 13  | Jahn Cernăuți            | 24 | 4  | 2 | 18 | 22:82 | 0.27 | 10:38 |

1Dacia Unirea Brăila și-a schimbat numele în DUIG Brăila.

## Seria  Vest
- Criterii de plasare: 1. Puncte - 2. Meciuri directe - 3. Coeficient de gol - 4. Goluri marcate

| (P) | Promovare la Divizia A 1937-38 |

| Loc | Clubul                     | MJ | V  | E | Î  | Gol.  | R    | Pct.  |
| --- | -------------------------- | -- | -- | - | -- | ----- | ---- | ----- |
| 1   | Phoenix Baia Mare (P)      | 24 | 16 | 4 | 4  | 75:24 | 3:13 | 36:12 |
| 2   | Jiul Petrosani (P)         | 24 | 15 | 2 | 7  | 64:35 | 1.83 | 32:16 |
| 3   | Vulturii Textila Lugoj (P) | 24 | 13 | 6 | 5  | 55:36 | 1.53 | 32:16 |
| 4   | Olimpia CFR Satu Mare (P)  | 24 | 14 | 2 | 8  | 60:35 | 1.71 | 30:18 |
| 5   | Mureșul Târgu Mureș        | 24 | 14 | 2 | 8  | 53:40 | 1.33 | 30:18 |
| 6   | CAM Timișoara1             | 24 | 13 | 3 | 8  | 64:41 | 1.56 | 29:19 |
| 7   | Craiu Iovan Craiova        | 24 | 11 | 4 | 9  | 52:62 | 0.84 | 26:22 |
| 8   | Rovine Grivita Craiova     | 24 | 12 | 1 | 11 | 50:42 | 1:19 | 25:23 |
| 9   | Șoimii Sibiu               | 24 | 8  | 4 | 13 | 35:55 | 0.64 | 20:28 |
| 10  | Unirea MV Alba Iulia       | 24 | 6  | 5 | 13 | 39:65 | 0.60 | 17:31 |
| 11  | Stăruința Oradea           | 24 | 6  | 4 | 14 | 30:49 | 0.61 | 16:32 |
| 12  | CFR Simeria                | 24 | 7  | 1 | 16 | 34:66 | 0.52 | 15:33 |
| 13  | Victoria Carei             | 24 | 1  | 2 | 21 | 14:75 | 0.19 | 4:44  |

1CA Timisoara si RGM Timisoara au fuzionat pentru a forma CAM Timisoara.